# 塗仏

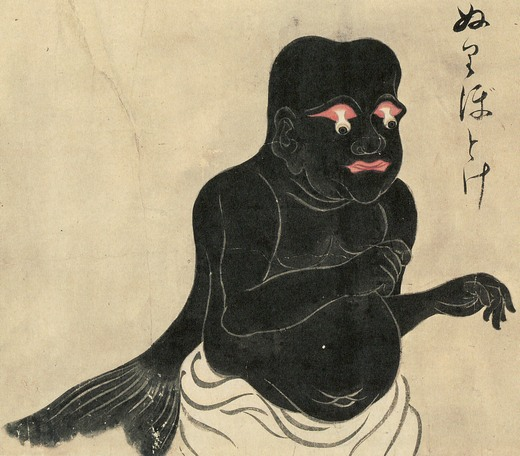
佐脇嵩之『百怪図巻』の「ぬりぼとけ」

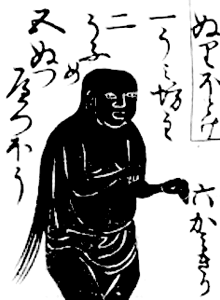
『十世双六』より「ぬりほとけ」

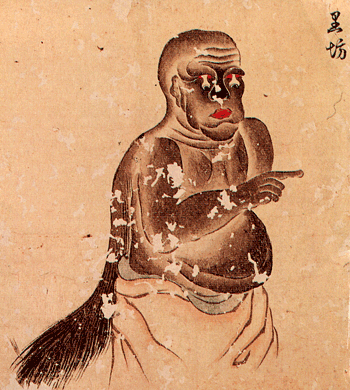
熊本県八代市の松井文庫所蔵『百鬼夜行絵巻』より「黒坊」

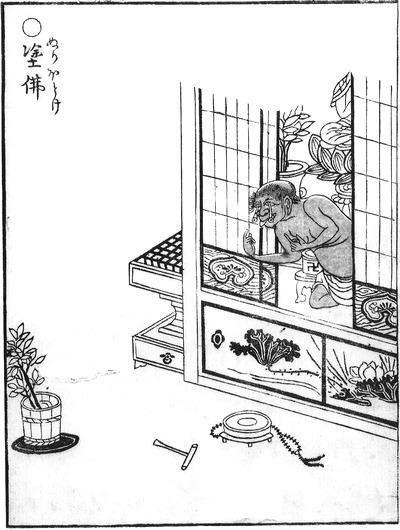
『画図百鬼夜行』より「塗仏」

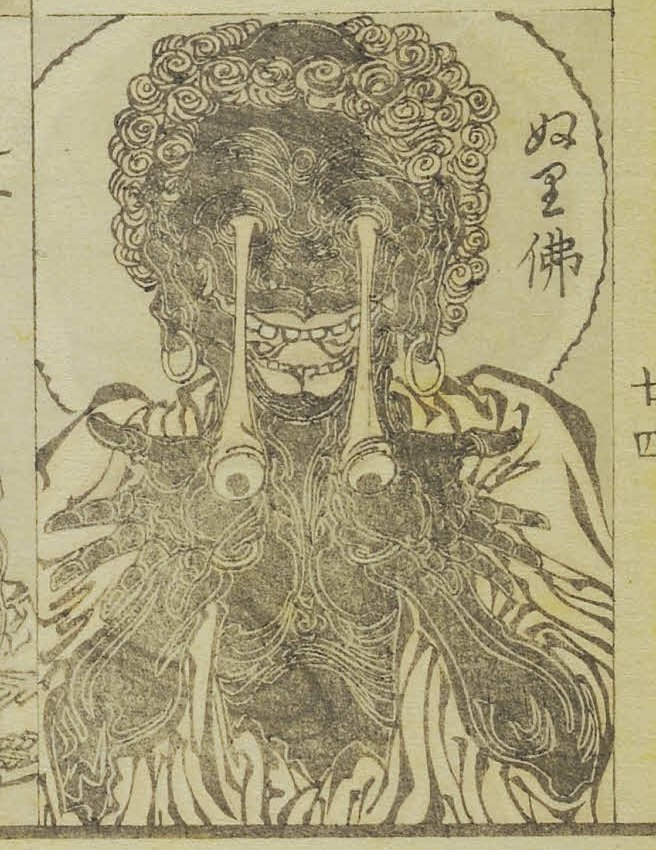
河鍋暁斎『暁斎漫画』より「ぬり仏」

塗仏（ぬりぼとけ）とは、佐脇嵩之の『百怪図巻』などの江戸時代の日本の妖怪絵巻にある妖怪。鳥山石燕の『画図百鬼夜行』にも描かれている。

## 概説
体の黒い坊主の妖怪で、両目玉が飛び出して垂れ下がった姿で描かれている。どの資料にも一切の解説文がないため、どのような妖怪を意図して描かれたものかは不明である。
江戸時代の絵巻物などや絵双六『十界双六』（国立国会図書館所蔵）には「ぬりぼとけ」あるいは「ぬり仏」とあり、長い髪の毛のようなものが背面に描かれている。『百怪図巻』では魚の尻尾のようなものが背面に描かれている例も見られる。河鍋暁斎『暁斎百鬼画談』（1889年）では名称の表示は無いが絵巻物の「ぬりぼとけ」と同形の、両目玉の飛び出た仏のすがたをした妖怪が描かれている。
尾田郷澄『百鬼夜行絵巻』（松井文庫所蔵）では、黒坊（くろぼう）という名称で描かれている。絵巻物などや絵双六に描かれている「ぬりぼとけ」らと姿は同じであり、両目玉が飛び出して垂れ下がっている。黒坊は同絵巻に登場する妖怪としては一番先頭に描かれている。
江戸時代の随筆『嬉遊笑覧』に引かれている古法眼元信が描いた「化物絵」に描かれていたとされる妖怪の中には「ぬりほとけ」という名称が確認できる。
鳥山石燕『画図百鬼夜行』では仏壇の中から出現している姿が描かれている。仏壇が塗仏の絵画に描き添えられているのは石燕の『画図百鬼夜行』のみであり、石燕が仏という連想から配置した構図なのか、そのような組み合わせが一般的に連想される存在であったのか、意図は不明瞭である。

### 海坊主
絵巻物などに見られる既存の妖怪画に詞書を添えて制作されたと考えられる妖怪絵巻『化け物尽し絵巻』（江戸時代,個人蔵・福岡県立美術館寄託）では、「塗仏」を参考にしたと思われる絵が転用され「海坊主」として紹介されている（理由ははっきりしないが同絵巻は登場する全ての妖怪の名が変更されている）。詞書によれば、その海坊主は讃岐国（現在の香川県）志度の浦に出現し、釣り人を食べて骨ばかりにしてしまったが、多くの人々が計略をたててこれを打ち殺した、とある。

## 昭和以後の解説
昭和・平成以降の妖怪に関する文献では容姿や名称から、仏壇から突然現れ、目を飛び出させて人を脅かす、仏壇から飛び出しなまけ者の僧に襲いかかるなどの説がある。民俗学者・藤沢衛彦は『妖怪画談全集 日本篇』（1929年）に挿絵として掲載した石燕の「塗仏」の絵に、「器物精霊としての塗仏の怪」というキャプションを添えている。